# 棒球大联盟 (电视剧)
《Stove League》（韓語：스토브리그），為韓國SBS於2019年12月13日起播出的金土連續劇，由《奇怪的搭檔》、《命運與憤怒》的鄭東允導演與李信和作家合作打造。此劇講述一個曾讓很多墊底運動隊伍重生的男子，來到了長年排名倒數第一的職業棒球隊「Dreams」擔任新團長的故事。
香港由myTV SUPER緊貼韓國點播。台灣由friDay影音、LINE TV、愛奇藝台灣站、myVideo影音於12月14日起跟播，KKTV、LiTV 線上影視、中華電信MOD、Hami Video亦有上架播出。

## 演員陣容

### 主要人物
| 演員   | 角色   | 介紹 | 粵語配音 | 国语配音 | 国语配音 |
| 演員   | 角色   | 介紹 | 粵語配音 | 台灣衛視 | 马新ONE  |
| 南宮珉 | 白勝秀 | Dreams棒球隊新任團長。 他曾擔任摔跤隊、曲棍球隊和手球隊的團長，經過他手的球隊總是經歷脫胎換骨的過程，最終獲得了寶貴的冠軍。 但是他負責的所有球隊都是沒有人氣、擁有貧窮母公司的球隊，因此在奪冠後都會經歷解體。 他終於迎來了機會，在韓國體育界最大的資金往來的職業棒球終於找到了他，但偏偏找他的球隊在賽場上是教練們互相扯脖子的球隊、被提名的新人球員是拒絕提名、要麼淚流滿面，是一直未能擺脫下游的隊伍。 他會在適當的範圍內妥協，雖然知道一妥協就會舒服，但他更懂得當自己一妥協後以後都要彎下腰來。 | 蘇強文   | 吳文民   | 何志威   |
| 朴恩斌 | 李世英 | Dreams棒球隊營運組組長。 是韓國職業棒球隊中唯一的女性營運組長，同時也是最年輕的運營組長，因為Dreams棒球隊無法僱傭高額年薪者。 在棒球隊能夠堅持下來的運營組長只有她一人，成為隊伍的職員已有十年。 目睹越來越脆弱的母公司贊助，還有在選手團中蔓延的失敗意識，讓她最害怕的不僅是運動員，是連自己也習慣失敗。為了不讓母公司停止資助球隊，她咬緊牙關工作。 | 陳皓宜   | 楊詩穎   | 林凱羚   |
| 吳正世 | 權慶民 | Dreams棒球隊老闆的侄子。 母公司載勝集團常務，球隊的實際負責人。 他在酒店事業上充分展示了自己的能力，但對排名倒數第一的Dreams棒球隊毫無好感，他認為棒球隊多年來一直處在所有球隊之下，卻一直沒有改變，就像是自己那個作為平民生活的爸爸般無能。他選中了白勝秀為新任團長，希望他成為自己的傀儡。但當得知白勝秀的行動與他的預料相反時，他感到驚慌失措，與白勝秀對峙到最後一刻，是左右着棒球隊命運的惡徒。最終也協助勝秀順利完成球團出售。                                                                 | 麥皓豐   | 梁興昌   | 宋克軍   |
| 趙炳圭 | 韓載希 | 棒球隊營運組組員。 傢俬公司總裁的孫子。 他從來沒有滿足於從小給予的優厚環境，並因看見每場比賽失利時世英的嘆息和皺紋，慢慢產生希望球隊強大起來的想法。 看着因勝秀的倔強而令自己的想法一點點實現時，受到巨大的衝擊，似乎喜歡李世英。 | 曹啟謙   | 喬資淯   |          |

### Dreams棒球隊職員
| 演員   | 角色   | 介紹 | 粵語配音 | 国语配音 | 国语配音 |
| 演員   | 角色   | 介紹 | 粵語配音 | 台灣衛視 | 马新ONE  |
| 孫鐘鶴 | 高江善 | 棒球隊社長。 準備退休中，對從總公司下來的會長侄子慶民非常高興。 他看見真正慶民的領袖風範，讓他自然彎下腰來，心裏很舒服。 球隊垮臺對他來說並不重要，但勝秀的行徑使慶民的感情調節功能好像越來越差。在煩惱越來越多的時候，他下定決心為了卸任後的生活，決定放棄一直以來的淺薄友情。 | 陳永信   | 馬伯強   | 于正昌   |
| 李準赫 | 高世赫 | 棒球隊球探組組長。 認為球探組長這一個職位是自己的天職。如果主教練被替換，他就會經常被提名，而且即使更換了團長，也總是被人們津津樂道。 曾經是Dreams棒球隊的選手，退役後留在球團擔任球探工作。身為棒球前輩卻無法做為後輩學習的典範，在球團中總是仗著後輩對前輩的尊重，對於球團同事和選手趾高氣揚，同時對於新到來的白勝秀團長抱有敵意。 在爆發收受新人選手母親賄賂並操控球團選拔新人選手黑幕後，被迫離開Dreams。離開後成為選手經紀人，在Dreams與選手重新談約時，又重新出現在白勝秀團長面前試圖阻撓，以滿足自身復仇快感，是個自私自利完全沒有團隊合作的人。 | 蕭徽勇   | 曹冀魯   | 林谷珍   |
| 金基茂 | 張宇碩 | 棒球隊球探組次長。 世赫的得力助手。他被世赫的領導能力迷住，在很長的時間裏一起做了很多事情。被權慶民指派跟在他身邊當社長特助。協助勝秀拿到姜斗基的「雙重合約」，化解與Titans不平等的球員交易。 | 劉奕希   | 張騰     | 鍾少庭   |
| 尹炳熙 | 梁元燮 | 棒球隊球探組組員。 自從去年新人選秀會時與世赫發生摩擦後，兩人的關係一直沒有恢復。 白團長親自出差去找梁元燮，看到他在練習場邊「插手干預」校隊教練的情況與詳細筆記，發現他是真的在為選手著想。高世赫離開後被升為球探組組長。 | 李錦綸   | 馬伯強   | 李世揚   |
| 金度贤 | 劉京澤 | 棒球隊戰力分析組組長。 一個不親切但很誠實的人。他很仔細地看著球隊戰力的變化，雖然進展緩慢，但一旦得到認可，他就會直言不諱地給予支持。 | 鄧志堅   | 李世揚   | 李世揚   |
| 金秀珍 | 林美善 | 棒球隊營銷組組長。 比任何人都要快下班的員工。以前曾對球隊很有熱誠，並且具有強大的尋求廣告贊助商能力，但隨著前任上司的離職以及球隊年年墊底，開始質疑自己為何每天認真工作到晚上而失去了自我人生，因而漸漸失去了工作熱情。 後期被勝秀激出實力廣告業績提升十億換取東奎回歸的年薪。 | 謝潔貞   | 連思宇   | 詹雅菁   |
| 朴真宇 | 卞致勳 | 棒球隊宣傳組組長。 經常自豪地說比起營銷組，宣傳組是影響球隊成績的部門。他是最先承認新任團長勝秀的員工，以低姿態面對他。 | 陳卓智   | 馬伯強   | 于正昌   |
| 宋敏亨 | 徐基雄 | Dreams前任團長。 賽季最後一場比賽結束後，因成績不佳而主動辭去團長一職。 | 黃子敬   |          |          |

### Dreams棒球隊選手
| 演員                | 角色               | 介紹 | 粵語配音 | 国语配音 | 国语配音 |
| 演員                | 角色               | 介紹 | 粵語配音 | 台灣衛視 | 马新ONE  |
| 洪基俊              | 張振宇             | 棒球隊老將投手。 在以前棒球隊曾獲得亞軍，當成為韓國大賽第七場比賽的敗戰投手時流下的眼淚至今仍很在意。 此後棒球隊的成績一直徘徊在萬年低谷，他的成績也一樣一直往下走。在第二年，他成為了因胳膊肘受傷而擔心被放逐的選手。 對他來說時間所剩無幾，放棄虛榮心也已經很久了，即使是一局也想成為球隊信任的投手。也是球隊的中心人物。                                 | 黃啟昌   | 曹冀魯   | 鍾少庭   |
| 蔡鍾協              | 劉敏鎬             | 棒球隊的「希望之星」投手。 是一個超級新秀。他為自己的未來擔憂，不是因為Dreams棒球隊好，而是因為想繼續打棒球。 為了投出160公里的直球，他制定了周密的計劃表，堅持跑步和柔韌性訓練，不斷改善自己制訂的計劃表，甚至對荒唐的事情也努力實踐。 後期發生「投球失憶症」，在移地訓練時總教練為了讓敏鎬捨回信心，讓他上場投球，第二場順利投進好球帶讓Vikings打擊出去。 | 陳灝瑋   | 李世揚   | 于正昌   |
| 趙漢善 （特別出演） | 林東奎             | 棒球隊4棒打者。 是球隊的招牌明星。他沒有奪冠慾望，對自己「悲情球星」的形象很滿意，夢想成為球隊的精神領袖。得知新進團長要釋出自己的消息，自負的要在Dreams退休，開始找勝秀麻煩。與姜斗基發生過衝突。之後在練習室勝秀與他的耳語後結束鬧劇，完成Vikings棒球隊交易。後段又因禁藥案再次交換回Dreams。                                                             | 李鎮然   | 李世揚   | 李世揚   |
| 車燁                | 徐英柱             | 棒球隊主力捕手。 雖然沒有出色的攻擊力，但在防守型捕手中，他是國內排名前2位的主力球員。他心情好的時候很和氣，不高興的時候就會表現出粗魯的一面。 | 胡家豪   | 張騰     | 林谷珍   |
| 河道權              | 姜斗基             | 國家隊王牌先發投手。 他出身於Dreams棒球隊，然後成為了連續十勝的台柱。但是他與抱有競爭意識的東奎發生了衝突，最終轉隊。之後他加入球隊Vikings，成為了國內最優秀的投手，他努力的精神讓後輩很尊敬。 | 雷霆     | 梁興昌   | 于正昌   |
| 李龍宇              | 吉昌周／Robert Gil | 美國的協調員。為了選拔Dreams棒球隊的外國選手，勝秀和世英在美國見到的協調員。他以與眾不同的情報能力和眼光，努力成為勝秀的支援。 | 李鎮然   | 張騰     | 宋克軍   |
| 金東元              | 郭漢英             | 棒球隊的主力內野手。 雖然不是特級選手，也不是在其他球隊都能看得到的，但是在Dreams棒球隊裏是一個非常穩定的內野手。他是沒有固定位置，可以勝任很多位置的工具人選手。 | 鍾見麟   | 李世揚   | 于正昌   |
| 金奉萬              | 姜太珉             | 棒球隊內野手。 | 黃積權   |          |          |
| 劉仁赫              | 金冠植             | 與斗基一起由Vikings棒球隊轉到Dreams棒球隊的投手。 | 李凱傑   |          | 鍾少庭   |
| 金大國              | 李容宰             | 棒球隊選手。 | 李安邦   |          |          |

### Dreams棒球隊教練
| 演員   | 角色   | 介紹 | 粵語配音 | 国语配音 | 国语配音 |
| 演員   | 角色   | 介紹 | 粵語配音 | 台灣衛視 | 马新ONE  |
| 李臬   | 尹成福 | 棒球隊總教練。 是在韓國只有十人可以擔任的職位。他是棒球教練界的「公務員」，但是沒有人承認他是名將，只是老將而已。 每次接到下游球隊的邀請，他都會毫不拒絕地工作，到 Dreams 棒球隊已是第五次了。雖然曾是Dreams棒球隊頭號解僱對象，但憑藉着勝秀逐漸恢復自己的位置，和勝秀互相合作的樣子被認為是最理想的總教練和團長的組合。 | 盧國權   | 曹冀魯   | 宋克軍   |
| 孫光業 | 崔龍久 | 棒球隊投手教練。 雖然和哲民曾經作為夢之隊的遠投，有過很好的友情，但目前因某事件而嚴重不和。 | 張錦江   |          | 鍾少庭   |
| 金珉賞 | 李哲民 | 棒球隊首席教練。 雖然具有輔佐成福的形象，其實是抱著期待他退位自己補上的想法。他與龍久有矛盾，正在隊內展開派系鬥爭。 | 潘文柏   | 梁興昌   | 李世揚   |
| 徐浩哲 | 閔太成 | 棒球隊擊球教練。 雖然在球場上表現得很出色，但棒球隊的擊球能力與投手能力相比還是比較穩定。他是看到哲民也不打招呼，在教練面前也容易罵髒話的無賴。 | 招世亮   |          |          |

### 棒球關聯人物
| 演員   | 角色   | 介紹 | 粵語配音 | 国语配音 | 国语配音 |
| 演員   | 角色   | 介紹 | 粵語配音 | 台灣衛視 | 马新ONE  |
| 李對淵 | 金鍾武 | 今年亞軍隊伍Vikings棒球隊團長。 他將和升班馬進行交易，以便超越冠軍隊伍Sabres。但不知爲何，總有一種被對手打敗的感覺。                           | 招世亮   | 曹冀魯   | 林谷珍   |
| 宋英奎 | 吳士勛 | 季軍隊伍Pelicans棒球隊團長。 棒球隊今年排名第三，但公眾對他的評價總是超過這個水準。                                                            | 翟耀輝   | 李世揚   | 李世揚   |
| 素珍   | 金英彩 | 體育節目女主播。 想成為在體育媒體上受到尊重的新聞記者。貪心的她投身於Dreams棒球隊的敏感問題，對棒球隊產生影響。                                | 何璐怡   | 連思宇   | 沈欣宜   |
| 金江珉 | 李昌權 | Vikings棒球隊團員。 在一年前的選秀前給世赫五千萬作賄賂，令世赫答應用Dreams棒球隊首選指名權選中他。在意外不能選中他時，行賄世赫的金錢被他私吞。 | 胡家豪   | 李世揚   | 宋克軍   |
| 李素胤 |        | 美國協調員吉昌周的妻子。 | 詹健兒   |          |          |

### 勝秀周邊人物
| 演員   | 角色   | 介紹 | 粵語配音 | 国语配音 | 国语配音 |
| 演員   | 角色   | 介紹 | 粵語配音 | 台灣衛視 | 马新ONE  |
| 尹善宇 | 白永秀 | 勝秀的弟弟。 棒球統計師。曾幾何時他是被看好的高中棒球選手，因意外導致下半身癱瘓。但他很快就從世界崩潰的衝擊中掙脫，因為他害怕獨自支撐一切的哥哥會崩潰。之後他咬緊牙關學習，成功在名牌大學統計專業畢業，自受傷後第一次看到哥哥喜悅的眼淚。雖然也想過努力學習，但填補他的電腦硬碟的統計和數字更多是有關棒球的。依自身專業能力面試成功加入Dreams戰力分析組組員。 | 李致林   | 喬資淯   | 鍾少庭   |
| 金晶和 | 劉正仁 | 勝秀的前妻。 對勝秀來說，她是一個值得尊敬的女人，也是一個好妻子，對於兩人離婚，勝秀總是感到抱歉。 | 曾秀清   | 連思宇   | 詹雅菁   |
| 李圭浩 | 千興萬 | 前摔跤運動員。 是勝秀過去效力的摔跤隊的隊員。退役後，對於勝秀來說，他是像燈神一樣的存在。 | 劉奕希   |          | 于正昌   |
| 鄭永琡 |        | 勝秀和永秀的媽媽。 為了照顧因老人癡呆症住院的丈夫而在醫院裏生活。 | 雷碧娜   | 汪世瑋   | 詹雅菁   |

### 世英周邊人物
| 演員   | 角色   | 介紹 | 粵語配音 | 国语配音 | 国语配音 |
| 演員   | 角色   | 介紹 | 粵語配音 | 台灣衛視 | 马新ONE  |
| 尹福仁 | 鄭美淑 | 世英的媽媽。 對埋頭工作的世英來說，她的嘮叨和牢騷就像家常便飯一樣不斷。因為擔心成為女兒的負擔，所以也不說為球隊助威的話。 對於懷有夢想的年輕人來說，她是理想的媽媽。 | 梁少霞   | 連思宇   | 陸玟蓉   |

### 慶民周邊人物
| 演員   | 角色   | 介紹 | 粵語配音 | 国语配音 | 国语配音 |
| 演員   | 角色   | 介紹 | 粵語配音 | 台灣衛視 | 马新ONE  |
| 全國煥 | 權日道 | Dreams母公司載勝集團董事長。 是侄子慶民尊敬和敬畏的對象，並渴望獲得重視。但是慶民畢竟不是親生兒子，所以心裏有底線。 | 朱子聰   | 曹冀魯   | 李世揚   |
| 洪仁   | 權慶俊 | 載勝集團副社長。 日道的兒子，他認為繼承自己的父親、繼承企業是理所當然的事情，每次都會挑釁慶民。                     | 黃啟昌   | 李世揚   | 林谷珍   |

### 特別出演
| 演員        | 角色        | 介紹                                        | 粵語配音 | 国语配音 | 国语配音 |
| 演員        | 角色        | 介紹                                        | 粵語配音 | 台灣衛視 | 马新ONE  |
| 李帝勳      | 李帝勳      | IT企業PF集團的代表。 最終購入Dreams棒球團。 | 李安邦   | 李世揚   | 林谷珍   |
| 企鵝Pengsoo | 企鵝Pengsoo | PF Dreams創團儀式主持人。                   | 李凱傑   |          | 李世揚   |

## 收視率
| 集數       | 集數       | 播出日期   | 標題                   | AGB收視率        | AGB收視率      | TNmS收視率       |
| 集數       | 集數       | 播出日期   | 標題                   | 大韓民國（全國） | 首爾（首都圈） | 大韓民國（全國） |
| ---------- | ---------- | ---------- | ---------------------- | ---------------- | -------------- | ---------------- |
| 1          | 1部        | 2019/12/13 | 墊底10年的球隊         | 3.3%             |                |                  |
| 1          | 2部        | 2019/12/13 | 新團長新氣象？         | 5.5%             | 5.8%           | 5.0%             |
| 2          | 1部        | 2019/12/14 | 堅持的理由             | 5.5%             |                |                  |
| 2          | 2部        | 2019/12/14 | 無懈可擊的精采出擊     | 7.8%             | 8.3%           | 7.6%             |
| 3          | 1部        | 2019/12/20 | 選秀疑雲               | 7.3%             | 8.3%           | 7.1%             |
| 3          | 2部        | 2019/12/20 | 搞不清楚狀況的旁觀者   | 9.6%             | 10.3%          | 9.5%             |
| 4          | 1部        | 2019/12/21 | 比無能更糟的是不負責   | 8.2%             | 8.5%           |                  |
| 4          | 2部        | 2019/12/21 | 不只追求「差不多」     | 11.4%            | 11.9%          | 9.0%             |
| 5          | 1部        | 2019/12/27 | 不是每個人都在意年薪   | 9.6%             | 10.1%          | 8.5%             |
| 5          | 2部        | 2019/12/27 | 有肩膀的男人           | 12.4%            | 12.9%          | 10.7%            |
| 6          | 1部        | 2020/01/03 | 人活著總要有一點壓力   | 11.6%            | 13.1%          | 9.5%             |
| 6          | 2部        | 2020/01/03 | 我走出陰霾你卻還在雨裡 | 14.1%            | 15.4%          | 12.2%            |
| 7          | 1部        | 2020/01/04 | 山不轉路轉             | 11.3%            | 12.5%          | 9.7%             |
| 7          | 2部        | 2020/01/04 | 內憂外患夾殺           | 13.8%            | 15.1%          | 12.2%            |
| 8          | 1部        | 2020/01/10 | 五千萬的啟示           | 12.2%            | 13.7%          | 10.7%            |
| 8          | 2部        | 2020/01/10 | 被罵久了還是無法習慣   | 14.9%            | 16.3%          | 13.2%            |
| 9          | 1部        | 2020/01/11 | 來這裡是為了休息       | 11.8%            | 13.2%          | 10.1%            |
| 9          | 2部        | 2020/01/11 | 照片背後的洋蔥         | 15.5%            | 17.0%          | 14.1%            |
| 10         | 1部        | 2020/01/17 | 打破原則的勇氣         | 12.9%            | 14.1%          | 11.1%            |
| 10         | 2部        | 2020/01/17 | 人生比酒還苦           | 15.5%            | 16.6%          | 13.2%            |
| 10         | 3部        | 2020/01/17 | 用心良苦的計畫         | 17.0%            | 18.4%          | 14.6%            |
| 11         | 1部        | 2020/01/18 | 反抗上司不如壓榨下屬？ | 10.7%            | 11.6%          | 9.2%             |
| 11         | 2部        | 2020/01/18 | Dreams隊的超級任務     | 13.5%            | 14.5%          | 11.1%            |
| 11         | 3部        | 2020/01/18 | 不一樣的移地訓練       | 16.5%            | 18.1%          | 14.0%            |
| 12         | 1部        | 2020/01/31 | 全新冠軍候選隊伍       | 12.0%            | 13.0%          | 11.3%            |
| 12         | 2部        | 2020/01/31 | 正視自己的傷口         | 14.4%            | 15.2%          | 13.2%            |
| 12         | 3部        | 2020/01/31 | 曾經的豐功偉業         | 15.3%            | 15.5%          | 14.2%            |
| 13         | 1部        | 2020/02/01 | 蘋果樹開花結果         | 10.1%            | 11.2%          | 9.0%             |
| 13         | 2部        | 2020/02/01 | 在同一個地方努力       | 11.9%            | 12.9%          | 10.8%            |
| 13         | 3部        | 2020/02/01 | 完美的化學效應         | 16.0%            | 17.4%          | 14.7%            |
| 14         | 1部        | 2020/02/07 | 二換一的大膽決定       | 13.2%            | 14.4%          | 12.4%            |
| 14         | 2部        | 2020/02/07 | 團長的履歷不平凡       | 15.1%            | 15.8%          | 13.6%            |
| 14         | 3部        | 2020/02/07 | 在觀眾心中點一把火     | 16.6%            | 17.2%          | 14.5%            |
| 15         | 1部        | 2020/02/08 | 為了興趣不顧飯碗       | 10.6%            | 11.6%          | 9.6%             |
| 15         | 2部        | 2020/02/08 | 信任瓦解的瞬間         | 13.6%            | 15.6%          | 11.7%            |
| 15         | 3部        | 2020/02/08 | 最後想做的事           | 16.8%            | 18.2%          | 14.8%            |
| 16         | 1部        | 2020/02/14 | 工作時都會出賣靈魂     | 14.8%            | 15.8%          | 13.0%            |
| 16         | 2部        | 2020/02/14 | 忘記歷史的棒球隊       | 17.2%            | 18.3%          | 14.7%            |
| 16         | 3部        | 2020/02/14 | 守護住某件事的地方     | 19.1%            | 20.8%          | 16.0%            |
| 平均收視率 | 平均收視率 | 平均收視率 | 平均收視率             | 12.54%           | －             | －               |
| 特輯       | 1部        | 2020/02/15 | Final Report           | 3.9%             |                |                  |
| 特輯       | 2部        | 2020/02/15 | Final Report           | 5.8%             |                |                  |

- 收視最低的集數以藍色表示，收視最高的集數以紅色表示，而空格則表示該集的收視沒有相關數據。

## 提名及獲獎列表
| 年度   | 頒獎典禮              | 獎項                                  | 入圍者               | 結果 |
| 2020年 | 第56屆百想藝術大獎    | 電視劇作品賞                          | 電視劇作品賞         | 獲獎 |
| 2020年 | 第56屆百想藝術大獎    | 電視部門 導演賞                       | 鄭東允               | 提名 |
| 2020年 | 第56屆百想藝術大獎    | 電視部門 劇本賞                       | 李信和               | 提名 |
| 2020年 | 第56屆百想藝術大獎    | 電視部門 男子最優秀演技賞             | 南宮珉               | 提名 |
| 2020年 | 第15屆首爾國際電視節  | 迷你劇集作品賞                        | 迷你劇集作品賞       | 提名 |
| 2020年 | 第15屆首爾國際電視節  | 導演賞                                | 鄭東允               | 提名 |
| 2020年 | 第15屆首爾國際電視節  | 韓流電視劇優秀作品賞                  | 韓流電視劇優秀作品賞 | 獲獎 |
| 2020年 | 第33屆畫梅獎          | 最優秀作品賞                          | 黃昌仁、嚴成澤       | 獲獎 |
| 2020年 | 第33屆畫梅獎          | 照明賞                                | 崔鍾根               | 獲獎 |
| 2020年 | 第33屆畫梅獎          | 男子最優秀演技者賞                    | 南宮珉               | 獲獎 |
| 2020年 | 第33屆畫梅獎          | 女子最優秀演技者賞                    | 朴恩斌               | 獲獎 |
| 2020年 | SBS演技大獎           | 大獎                                  | 南宮珉               | 獲獎 |
| 2020年 | SBS演技大獎           | 題材及動作迷你劇部門 男子最優秀演技獎 | 南宮珉               | 提名 |
| 2020年 | SBS演技大獎           | 男子最佳角色獎                        | 吳正世               | 獲獎 |
| 2020年 | SBS演技大獎           | 題材及動作迷你劇部門 男子優秀演技獎   | 吳正世               | 提名 |
| 2020年 | SBS演技大獎           | 題材及動作迷你劇部門 女子優秀演技獎   | 朴恩斌               | 提名 |
| 2020年 | SBS演技大獎           | 團體助演獎                            | 團體助演獎           | 獲獎 |
| 2020年 | SBS演技大獎           | 男子助演獎                            | 趙漢善               | 提名 |
| 2020年 | SBS演技大獎           | 男子新人演技獎                        | 趙炳圭               | 獲獎 |
| 2020年 | SBS演技大獎           | 男子新人演技獎                        | 河道權               | 提名 |
| 2021年 | 第25屆亞洲電視大獎    | 最佳戲劇劇集獎                        | 最佳戲劇劇集獎       | 提名 |
| 2021年 | 第7屆APAN Star Awards | 劇本獎                                | 李信和               | 獲獎 |
| 2021年 | 第7屆APAN Star Awards | 迷你劇 男子最優秀演技獎               | 南宮珉               | 提名 |
| 2021年 | 第7屆APAN Star Awards | 迷你劇 女子優秀演技獎                 | 朴恩斌               | 提名 |
| 2021年 | 第7屆APAN Star Awards | 男子演技獎                            | 吳正世               | 獲獎 |

## 記事
- 此劇為南宮珉與朴恩斌繼電視劇《龜巖許浚》後，時隔7年再度合作。
- 編劇李新華為首次執筆編寫電視劇本，根據中央日報的報導：「這部劇本是在2016年MBC電視劇徵募賽中，獲得優秀獎的作品，但三年來被各家電視台拒絕，因為認為體育類電視劇很難成功，而且資金投入與回報的性價比低，所以連棒球記者和電視劇編排負責人都無法擺脫成見。」在三年後才獲SBS選中拍攝成電視劇。[6]
- 此劇因棒球題材為劇情中心，吸引不少男性觀眾、棒球愛好者及棒球界從業員收看此劇，在Naver電視劇評論中出現罕見以男性為多數的情況。[7][8]

## 日本版
《棒球大联盟》是將於2026年起播出的電視劇，改編自2019年韓國電視劇《棒球大联盟》，由龜梨和也主演。

### 演員列表

#### 主要人物
- 龜梨和也[9]

### 製作團隊
- 原作：李信和（編劇）『棒球大联盟』
- 導演：瑠東東一郎
- 作公司：Studio S、NTT Docomo Studio & Live

## 外部連結
- 韓國SBS官方網站（页面存档备份，存于）
- 臺灣MOMOTV官方網站 （页面存档备份，存于）（繁體中文）

| SBS 金土劇                                 | SBS 金土劇                             | SBS 金土劇 |
| ------------------------------------------ | -------------------------------------- | ---------- |
|                                            | （2019年12月13日－2020年2月14日）      |            |
| VAGABOND （2019年9月20日－2019年11月23日） | Hyena （2020年2月21日－2020年4月11日） |            |

| 新加坡、 马来西亚、 · SONY ONE HD · 星期六至日 18:15 - 19:25 (UTC+8) | 新加坡、 马来西亚、 · SONY ONE HD · 星期六至日 18:15 - 19:25 (UTC+8) | 新加坡、 马来西亚、 · SONY ONE HD · 星期六至日 18:15 - 19:25 (UTC+8) |
| -------------------------------------------------------------------- | -------------------------------------------------------------------- | -------------------------------------------------------------------- |
|                                                                      | 棒球大联盟 （2019年12月14日－2020年2月15日）                         |                                                                      |
| 痛症醫師車耀漢 （2019年7月20日－2019年9月8日）                       | 便利店新星 （21:50 - 23:05） （2020年6月27日－2020年8月16日）        |                                                                      |
| 星期二至五 19:05 - 20:15                                             |                                                                      |                                                                      |
| 無人知曉（配音版） （2020年11月26日－2020年12月23日）                | 棒球大联盟（配音版） （2020年12月24日－2021年1月20日）               | 綠豆花（配音版） （2021年1月21日－2021年3月3日）                     |

| 臺灣 龍華偶像台 星期日 21:00 - 23:00（兩集連播） · 3月22日 21:00 - 22:00                            | 臺灣 龍華偶像台 星期日 21:00 - 23:00（兩集連播） · 3月22日 21:00 - 22:00 | 臺灣 龍華偶像台 星期日 21:00 - 23:00（兩集連播） · 3月22日 21:00 - 22:00 |
| --------------------------------------------------------------------------------------------------- | ------------------------------------------------------------------------ | ------------------------------------------------------------------------ |
| | 金牌救援 （2020年1月12日－2020年3月22日）                                |                                                                          |
| W－兩個世界（重播） （2019年11月17日－2020年1月5日）                                                | 最強送貨員（重播） （2020年3月29日－2020年5月10日）                      |                                                                          |
| 臺灣 龍華影劇台 星期六、日 17:30 - 20:30（三集連播） · 6月13日 18:30 - 20:30 · 7月5日 17:30 - 18:30 |                                                                          |                                                                          |
| 月桂樹西裝店的紳士們（重播） （2020年2月29日－2020年6月13日）                                       | 金牌救援 （2020年6月13日－2020年7月5日）                                 | 我的黃金光輝人生（重播） （2020年7月5日－2020年10月3日）                 |

| 臺灣 衛視中文台 星期一至五 20:00 - 22:00 · 3月24日 21:00 - 22:00 · 4月8日 20:00 - 21:00 | 臺灣 衛視中文台 星期一至五 20:00 - 22:00 · 3月24日 21:00 - 22:00 · 4月8日 20:00 - 21:00 | 臺灣 衛視中文台 星期一至五 20:00 - 22:00 · 3月24日 21:00 - 22:00 · 4月8日 20:00 - 21:00 |
| --------------------------------------------------------------------------------------- | --------------------------------------------------------------------------------------- | --------------------------------------------------------------------------------------- |
|                                                                                         | 愛的救援 （2021年3月24日－2021年4月8日）                                                |                                                                                         |
| 我的愛麗絲 （2021年3月9日 - 2021年3月24日）                                             | 浪漫醫生金師傅2（重播） （2021年4月8日－2021年4月27日）                                 |                                                                                         |

| 香港 J2 每日 18:30 - 19:30 （如當日為賽馬夜將改為17:30 - 18:30／18:00 - 19:00播出） | 香港 J2 每日 18:30 - 19:30 （如當日為賽馬夜將改為17:30 - 18:30／18:00 - 19:00播出） | 香港 J2 每日 18:30 - 19:30 （如當日為賽馬夜將改為17:30 - 18:30／18:00 - 19:00播出） |
| ----------------------------------------------------------------------------------- | ----------------------------------------------------------------------------------- | ----------------------------------------------------------------------------------- |
|                                                                                     | 奇蹟拍檔 （2021年10月28日－2021年11月16日）                                         |                                                                                     |
| 勇往直前戀上你 （2021年9月23日－2021年10月27日）                                    | 親愛的，熱愛的 （2021年11月17日－2021年12月28日）                                   |                                                                                     |

| 新加坡 新传媒U频道 亚洲最HIT戏剧 星期一至五 22:00 - 23:00 | 新加坡 新传媒U频道 亚洲最HIT戏剧 星期一至五 22:00 - 23:00           | 新加坡 新传媒U频道 亚洲最HIT戏剧 星期一至五 22:00 - 23:00 |
| --------------------------------------------------------- | ------------------------------------------------------------------- | --------------------------------------------------------- |
|                                                           | 愛的救援 （2021年11月8日－2021年12月7日） PG （华语及韩语，双声道） |                                                           |
| 我的愛麗絲 （2021年10月7日－2021年11月5日）               | 優雅的家 （2021年12月8日—2022年1月13日）                            |                                                           |
| 星期一至五 18:00 - 19:00 (重播)                           |                                                                     |                                                           |
| 安家 （2022年12月15日－2023年3月8日）                     | 愛的救援 （2023年3月9日－2023年4月7日）                             | 婉通夫人 （2023年4月10日－2023年5月23日）                 |